# Ali (película)
Ali es una película estadounidense de 2001, del género biográfico dirigida por Michael Mann. Protagonizada por Will Smith, Jon Voight, Jamie Foxx, Mario Van Peebles, Ron Silver, Jada Pinkett Smith y un largo reparto.
Galardonada con el premio MTV Movie Award 2002 a la mejor actuación masculina (Will Smith).

## Sinopsis

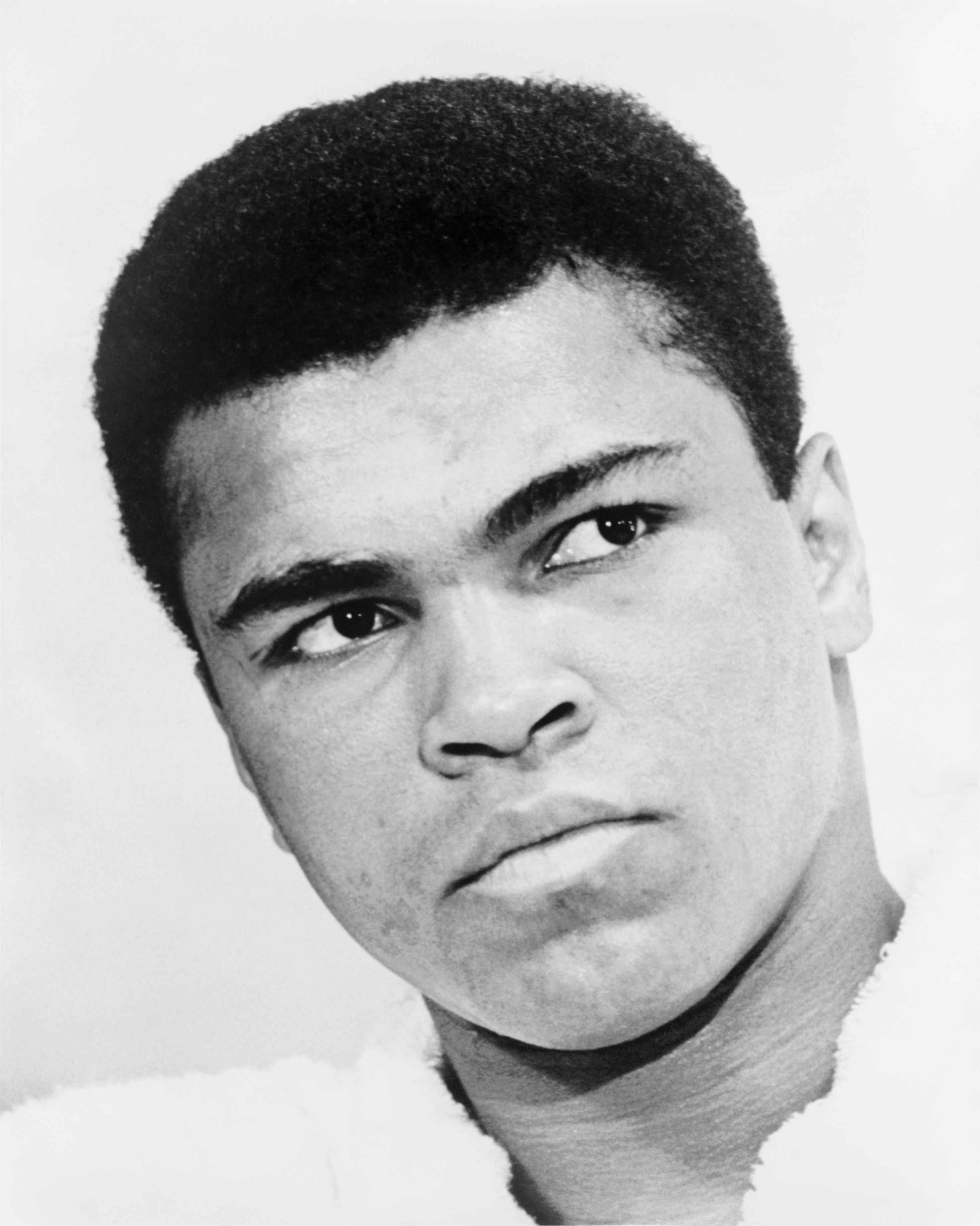
Muhammad Ali, en 1967.

La película relata la historia del icono del boxeo Cassius Clay / Muhammad Ali de 1964 a 1974, que incluye la obtención del título de la categoría peso pesado a Sonny Liston, su conversión al Islam, su oposición a la guerra de Vietnam, su proscripción del boxeo, su regreso para combatir con Joe Frazier en 1971 y finalmente su recuperación del título frente a George Foreman en 1974 en Kinshasa, Zaire. También incluye los incidentes sociales que provocaron los asesinatos de Malcolm X y Martin Luther King, Jr.

## Reparto
- Will Smith: Cassius Clay, Jr. / Cassius X / Muhammad Ali
- Jamie Foxx: Drew Bundini Brown
- Jon Voight: Howard Cosell
- Mario Van Peebles: Malcolm X
- Ron Silver: Angelo Dundee
- Jeffrey Wright: es Howard Bingham
- Mykelti Williamson: Don King
- Jada Pinkett Smith: Sonji Roi
- Nona Gaye: Belinda/Khalilah Ali
- Michael Bentt: Sonny Liston
- Michael Michele: Veronica Porsche Ali
- Joe Morton: Chauncey Eskridge
- Paul Rodríguez: Dr. Ferdie Pacheco
- Bruce McGill: Bradley
- Barry Shabaka Henley: Jabir Herbert Muhammad
- James Toney: Joe Frazier
- Giancarlo Esposito: Cassius Marcellus Clay, Sr.
- Laurence Mason: Luis Sarria
- LeVar Burton: Martin Luther King Jr.
- Albert Hall: Elijah Muhammad
- David Cubitt: Robert Lipsyte
- Charles Shufford: es George Foreman
- Robert Sale: es Jerry Quarry
- Candy Ann Brown: Odessa
- David Haines: Rudy Clay / Rahaman Ali
- Ted Levine: Joe Smiley
- David Elliott: Sam Cooke
- Shari Watson: Singer
- Malick Bowers: Joseph Mobutu

## Comentarios
Cassius Clay / Muhammad Ali,  fue uno de los personajes más entrañables de la historia contemporánea de los EE. UU. Campeón de boxeo, líder y gran figura mediática, Ali reunía más carisma que nadie.
Con determinación y resistencia física, agresividad e inteligencia, Muhammad Ali transformó para siempre la vida de muchos estadounidenses. Sus combates, tanto fuera como dentro del ring, le hicieron conocer todos los lados de la vida. Belinda, su esposa; Angelo Dundee, su entrenador; Howard Bingham su fotógrafo y biógrafo, y otros personajes muy cercanos al boxeador, fueron testigos de excepción de su comportamiento arriesgado y sus acciones fuera de lo común. 
Cassius Clay Jr., comenzó su carrera para hacerse un nombre entre los grandes del boxeo en 1960, cuando ganó la medalla de oro en los Juegos Olímpicos de Roma. A partir de entonces se pasó al boxeo profesional, con la única intención de convertirse en campeón del mundo lo antes posible. No lo tuvo fácil, pero lo hizo. Guiado por Malcolm X se convirtió al islam, y cambió su nombre a Muhammad Ali. Esta posición incomodó considerablemente al Gobierno de los EE. UU. A continuación, Ali se opuso a ingresar en el Ejército para combatir en la guerra del Vietnam, contra hombres que jamás le habían causado daño alguno, y contra los que no tenía nada. A causa de su negativa, el Gobierno lo condenó a cinco años de prisión, le retiró su título de Campeón del Mundo, y le prohibió luchar como profesional durante los cuatro años siguientes. Con más coraje que nunca, emprendió el regreso, un camino que culminó el 30 de octubre de 1974, fecha en la que se enfrentó a George Foreman en Kinshasha ante 60.000 espectadores en el llamado "Rumble in the Jungle": el combate del siglo.
El director pretende hacer llegar a las generaciones nacidas después de los tiempos de Ali, la relevancia de este personaje. Para conseguir un mayor realismo y alcanzar sus propósitos se intentó rodar siempre en los escenarios originales de la vida de Alí. Will Smith tuvo que someterse durante varios meses a entrenamientos de boxeo y gimnasio, y estudios del Corán.

## Premios
- MTV Movie Awards (2002): al mejor actor (Will Smith)
- Black Reel Awards 2002: a la mejor banda sonora; al mejor actor secundario (Jamie Foxx); y a la mejor actriz secundaria (Nona Gaye)
- Image Awards 2002: a la mejor película y al más destacado actor secundario (Jamie Foxx)
- Prism Awards 2002- Prism Commendation: a la mejor película.

## Candidaturas
- Oscar (2002): dos candidaturas
- Globo de Oro (2002): tres candidaturas
- Golden Trailer Awards (2002): candidata al mejor drama
- Más 14 candidaturas a diversos premios